# Steve Riley (batterista)
Steve Riley (Revere, 22 gennaio 1956 – 24 ottobre 2023) è stato un batterista statunitense heavy metal,  noto per esser stato membro dei W.A.S.P., L.A. Guns e Keel.

## Biografia
Inizialmente esordì come membro dei Keel per un breve periodo nel 1984, per poi fare strada negli W.A.S.P. dal 1985 al 1987 pubblicando i dischi The Last Command (1985) e Inside the Electric Circus (1987) ma anche un live della band, e successivamente con gli L.A. Guns. Collaborò con altre band come gli Shameless e Bigg Mouth.

## Discografia

### Con gli W.A.S.P.

#### Full-length
- The Last Command (1985)
- Inside the Electric Circus (1986)

#### Live
- Live...In the Raw (1987)

### Con gli L.A. Guns

#### Full-length
- Cocked & Loaded (1989)
- Hollywood Vampires (1991)
- American Hardcore (1996)
- Shrinking Violet (1999)
- Cocked & Re-Loaded (2000) (Ri-registrazione di Cocked & Loaded)
- Man in the Moon (2001)
- Waking the Dead (2002)
- Rips the Covers Off (2004)
- Hollywood Raw (2004)
- Tales from the Strip (2005)

#### Live
- Live! Vampires (1992)
- Live: A Night on the Strip (2000)

### Altri album
- Roadmaster - Roadmaster (1976)
- The Lawyers - The Lawyers (1981)
- The B'zz - Get Up (1982)
- Keel - The Right to Rock (1985)
- Shameless - Queen 4 a Day (2001)
- George Lynch - Will Play for Food (2000)
- George Lynch - The Lost Anthology (2005)
- George Lynch - Scorpion Tales (2008)

### Tribute album
- Not the Same Old Song and Dance: Tribute to Aerosmith (1999)